# Нестеренко, Михаил Дмитриевич
Михаил Дмитриевич Нестеренко (25 июня 1925 — 5 декабря 2011) — передовик советской чёрной металлургии, старший вальцовщик Новосибирского металлургического завода имени Кузьмина Министерства чёрной металлургии СССР, Герой Социалистического Труда (1966).

## Биография
Родился в 1925 году в селе Вязовое, ныне Ахтырского района Сумской области, в украинской семье рабочего. Окончив обучение в школе, переехал жить в Новосибирск.
В 1942 году, после обучения на четырёхмесячных курсах, трудоустроился в цех горячего проката Новосибирского металлургического завода. Работал оператором моталок. Его подходы к работе дали ему возможность сначала стать оператором в стане, затем вальцовщиком, а после старшим вальцовщиком. Позже, был назначен бригадиром. Его бригада стала передовой на металлургическом заводе.
Указом Президиума Верховного Совета СССР от 22 марта 1966 года за достижение высоких показателей и выдающиеся заслуги в чёрной металлургии Михаилу Дмитриевичу Нестеренко было присвоено звание Героя Социалистического Труда с вручением ордена Ленина и медали «Серп и Молот».
21 августа 1969 года бригада Нестеренко прокатала за 8 часов труда 1354 тонны качественного металла — это наивысшая производительность стана 810 за все годы его функционирования.
В 1965 году получил диплом, заочно обучившись в горно-металлургическом техникуме. С 1994 года на пенсии.
Проживал в городе Новосибирске. Умер 5 декабря 2011 года. Был кремирован, урна с прахом покоится в колумбарии посёлка Восход Новосибирской области.

## Награды
За трудовые успехи был удостоен:
- золотая звезда «Серп и Молот» (22.03.1966)
- орден Ленина (22.03.1966)
- другие медали.